# Lepanthes juninensis
Lepanthes juninensis är en orkidéart som beskrevs av Rudolf Schlechter. Lepanthes juninensis ingår i släktet Lepanthes och familjen orkidéer.
Artens utbredningsområde är Peru. Inga underarter finns listade i Catalogue of Life.